# Эренсверд, Стина
Стина Эренсверд — шведско-американская предпринимательница, новатор и промышленный дизайнер. Она является основательницей и генеральным директором компании Yubico, а также соизобретателем ключей безопасности YubiKey.

## Биография
Стина Эренсверд родилась в США. Ее отец, будучи архитектором как и ее мать, провел год в Вашингтонском университете в Сиэтле, занимаясь проведением исследований в области городского планирования и компьютерной графики. В следующем году, семья возвратилась назад в Лунд, Швеция, где Стина росла вместе с братьями и сестрами. Она пошла изучать промышленный дизайн в школе дизайна «Констфак», в Стокгольме. Приблизительно в этот период она встретила своего будущего супруга Якоба Эренсверда — электронщика-любителя. Сейчас у них трое детей.
Вдвоем они начали совместную работу над серией инноваций, сочетая их дизайнерские и компьютерные таланты. Их первой существенной совместной работой был Cypak — умная фармацевтическая система упаковки, но продукт не взыскал успеха. В 2007 году, пара основала компанию Yubico где началось производство аппаратных ключей безопасности YubiKey для входа в учетные записи. YubiKey стремительно набрал популярность по всему миру и привлек миллионы пользователей, включая 9 из 10 топ интернет компаний. В 2011 году, супруги переехали в Пало-Алто, чтобы стать частью ИТ-общества Кремниевой Долины.
Yubico является ведущим вкладчиком в развитие универсальной двухфакторной аутентификации FIDO U2F — открытого стандарта аутентификации (в соавторстве с Google). Также, компания изобрела концепцию доступа к многим онлайн сервисов при помощи одного устройства аутентификации, без обмена секретами между ними. Под руководством Стины Эренсверд, Yubico стала известна как новатор в области аутентификации с использованием одноразовых паролей, не требующей драйверов, а также PIV-совместимых смарт карт с функцией авторизации в одно касание, и аппаратных модулей безопасности, которые вмещаются внутри стандартного USB порта.
Также, Стина Эренсверд часто выступает с докладами на тему информационной безопасности и предпринимательства. В 2013 году, она была упомянута в ежемесячном журнале Inc., как «одна из 10 влиятельных женщин в мире технологий 2013 года». В следующем году, компания Yubico получила награду «Swedish Innovation Award», а в 2016 г., Стина была получила гран-при Королевского технологического института — одну из самых престижных наград в Швеции, вручаемых новаторам и предпринимателям.
В 2013 году, Стина Эренсверд дала интервью бизнес-журналу The Next Woman, где рассказала о использовании YubiKey для пилотного запуска FIDO U2F совместно с Google.
Она продолжает работу над внедрением массового применения FIDO U2F, используя один ключ YubiKey с неограниченным количеством онлайн-сервисов, что делает безопасный вход в учетные записи простым и доступным для каждого.